# Thomas Brown (filosofo)
Thomas Brown (Kirkmabreck, 9 gennaio 1778 – Londra, 2 aprile 1820) è stato un filosofo e medico scozzese, rappresentante della Scuola scozzese di filosofia.

## Biografia
Fu discepolo del filosofo Dugald Stewart nel corso di Filosofia morale all'università di Edimburgo, e si laureò in medicina nella stessa università con una tesi sul sonno. Si dedicò in seguito agli studi filosofici nel solco del suo maestro, seguace della Scuola scozzese, una scuola filosofica basata sul senso comune. Esordì con una confutazione della Zoonomia di Erasmus Darwin; in seguito tuttavia si avvicinò progressivamente al pensiero di Hume, in difesa del quale scrisse le sue opere più importanti. Nel 1810 fu il successore di Stewart alla cattedra di Filosofia morale a Edimburgo.

## Opere principali
- Observations on the Zoonomia of Erasmus Darwin (1798, Google libri)
- Observations on the Nature and Tendency of the Doctrine of Mr. Hume (1804)
- An inquiry into the Relation of Cause and Effect (1814)
- Lectures on the Philosophy of the Human Mind (postumo, 1822, Vol. I e Vol. II in Google libri)